# Swiatosław Miedwiediew
Swiatosław Aleksandrowicz Miedwiediew (ros. Святослав Александрович Медведев, ur. 29 marca 1941 w Kustanaju) – radziecki i kazachski polityk.

## Życiorys
Urodził się w rodzinie rosyjskiego księgowego i nauczycielki. Dzieciństwo spędził w Dzierżyńsku, Sarkanie i Panfiłowie (obecnie Żarkent), po ukończeniu szkoły średniej bezskutecznie próbował zostać lotnikiem. Odbył służbę w wojskach rakietowych na Dalekim Wschodzie ZSRR. Od 27 kwietnia 1988 do 7 września 1991 był I sekretarzem Północnokazachstańskiego Komitetu Obwodowego KPK, po rozpadzie ZSRR i uzyskaniu niepodległości przez Kazachstan został pierwszym akimem obwodu północnokazachstańskiego. Później pełnił funkcję ministra ekologii Kazachstanu, następnie państwowego inspektora administracji prezydenta Kazachstanu.